# Pa'amej Tašaz
Pa'amej Tašaz (hebrejsky פַּעֲמֵי תַּשַׁ"ז, doslova „Časy [roku] 5707“, v oficiálním přepisu do angličtiny Pa'ame Tashaz, přepisováno též Pa'amei Tashaz) je vesnice typu mošav v Izraeli, v Jižním distriktu, v Oblastní radě Merchavim.

## Geografie
Leží v nadmořské výšce 185 metrů v severozápadní části pouště Negev; v oblasti která byla od 2. poloviny 20. století intenzivně zúrodňována a zavlažována a ztratila částečně charakter pouštní krajiny. Jde o zemědělsky obdělávaný pás navazující na pobřežní nížinu.
Obec se nachází 25 kilometrů od břehu Středozemního moře, cca 71 kilometrů jihojihozápadně od centra Tel Avivu, cca 64 kilometrů jihozápadně od historického jádra Jeruzalému a 24 kilometrů severozápadně od města Beerševa. Pa'amej Tašaz obývají Židé, přičemž osídlení v tomto regionu je etnicky převážně židovské. Zhruba 7 kilometrů východním a jihovýchodním směrem ale začínají pouštní oblasti Negevu se silným zastoupením arabské (respektive beduínské) populace, zejména lidnaté město Rahat.
Pa'amej Tašaz je na dopravní síť napojen pomocí lokální silnice 293.

## Dějiny
Pa'amej Tašaz byl založen v roce 1953. Zakladateli byli Židé z Íránu. Název mošavu odkazuje na osidlovací operaci 11 bodů v Negevu, kterou Židé provedli v tehdejší mandátní Palestině v říjnu 1946, kdy během jednoho dne založili v Negevu jedenáct nových osad. Roku 1946 odpovídá v židovském kalendáři rok 5707. Tento číselný údaj je zároveň v hebrejské abecedě možno vyjádřit skupinou písmen תש"ז s číselnou hodnotou 707.
Místní ekonomika je zčásti založena na zemědělství. Působí tu 80 rodinných farem. V obci je k dispozici obchod se smíšeným zbožím, synagoga, mikve, sportovní areály, mateřská škola a společenské centrum. Správní území vesnice měří 1 500 dunamů (1,5 kilometru čtverečního). Vesnice prochází stavební expanzí. V jejím rámci se tu nabízelo 67 stavebních parcel soukromým uchazečům. Z nich již 65 bylo prodáno.

## Demografie
Obyvatelstvo mošavu je smíšené, tedy sestávající ze sekulárních i nábožensky orientovaných lidí. Podle údajů z roku 2014 tvořili naprostou většinu obyvatel v Pa'amej Tašaz Židé (včetně statistické kategorie "ostatní", která zahrnuje nearabské obyvatele židovského původu ale bez formální příslušnosti k židovskému náboženství).
Jde o menší obec vesnického typu s dlouhodobě rostoucí populací. K 31. prosinci 2014 zde žilo 505 lidí. Během roku 2014 populace stoupla o 5,9 %.
| Rok            | 1961 | 1972 | 1983 | 1995 | 2001 | 2003 | 2004 | 2005 | 2006 | 2007 | 2008 | 2009 | 2010 | 2011 | 2012 | 2013 | 2014 |
| -------------- | ---- | ---- | ---- | ---- | ---- | ---- | ---- | ---- | ---- | ---- | ---- | ---- | ---- | ---- | ---- | ---- | ---- |
| Počet obyvatel | 399  | 258  | 307  | 301  | 309  | 306  | 311  | 340  | 359  | 365  | 359  | 390  | 415  | 423  | 443  | 477  | 505  |